# Hans-Georg Thiemt
Hans-Georg Thiemt (* 24. Juni 1924 in Berlin-Neukölln; † 1999) war ein deutscher Autor und Regisseur, der hauptsächlich für das Fernsehen arbeitete.

## Leben
Thiemt begann seine Karriere 1942 als Volontär bei der Tobis-Film. Während des Zweiten Weltkrieges war er Filmberichterstatter, ab 1948 Regieassistent bei Wolfgang Staudte. Ab 1956 drehte er erste selbständige Kurz-Filme und arbeitete bis 1962 als Autor und Regisseur von Werbefilmen. Mitte der 1970er-Jahre lebte er in Idar-Oberstein. Er inszenierte so populäre TV-Serien wie Percy Stuart, Kommissar Brahm, John Klings Abenteuer und Cliff Dexter und war als Autor maßgeblich an Fernseh-Erfolgen wie Der Kurier der Kaiserin und Gesucht wird beteiligt. Häufig arbeitete er als Autor mit Hans Dieter Schreeb zusammen.

## Filmographie
als Regisseur
- Liebe auf den zweiten Blick (TV-Film, 1964)
- Des Pfarrers Freude (TV-Film, 1966)
- John Klings Abenteuer (TV-Serie, 1965–1970, 6 Folgen)
- Cliff Dexter (TV-Serie, 1966/1967, 9 Folgen)
- Kommissar Brahm (TV-Serie, 1967, 6 Folgen)
- Percy Stuart (TV-Serie, 1970/71, 26 Folgen (Staffel 3 & 4))
- Polizeistation (TV-Serie, 1973, alle 13 Folgen)
- Paul und Paulinchen (TV-Serie, 1973)
- Der Herr Kottnik (TV-Serie, 1974)
- Express (TV-Serie, 1976, 1 Folge)

als Autor
- Des Pfarrers Freude (TV-Film, 1966)
- Drei Frauen im Haus (TV-Serie, 1968/1969, 26 Episoden)
- Die U2-Affäre (TV-Film, 1970)
- Der Kurier der Kaiserin (TV-Serie, 1970/71, 26 Episoden)
- Duell zu dritt (TV-Serie, 1971, 2 Episoden)
- Die Bilder laufen (TV-Film, 1971)
- Stadt ohne Scheriff (TV-Serie, 1972, 3 Episoden)
- Drei Partner (1973, 13 Episoden)
- Der Hellseher (TV-Film, 1974)
- Wie würden Sie entscheiden? (1974/1975, 3 Episoden)
- Gesucht wird (1974/75, 7 Episoden)
- Paul und Paulinchen (1976)
- Das Projekt Honnef (TV-Film, 1976)
- Der Abschlußtag (TV-Film, 1979)
- Geldsorgen (TV-Film, 1979)
- Tatort (1980: Tote reisen nicht umsonst, 1989: Herzversagen)
- Die Fahrt nach Schlangenbad (TV-Film, 1981)
- Großstadtrevier (1985, mehrere Folgen)
- Ich, Christian Hahn (1985, 11 Episoden)
- Moselbrück (1987, Idee zur TV-Serie, Autor von 5 Episoden)